# Митрополия Франции, Западной и Южной Европы
Митрополия Франции, Западной и Южной Европы — епархия Антиохийской православной церкви на территории Западной Европы. Кафедральный город — Париж.

## Названия
- викариатство Западной и Центральной Европы (1980—2000)
- архиепископия Западной и Центральной Европы (2000—2008)
- Антиохийская Православная Архиепископия Европы[2] (2008—2013)
- Епархия Франции, Западной и Южной Европы (с 2013)

## История
В 1980 году для общин ливанских и сирийских православных арабов было образовано викариатство Западной и Центральной Европы.
2 октября 2000 года решением Священного Синода Антиохийской Православной Церкви, викариатство было преобразовано в самостоятельную епархию. Тогда же епископ Гавриил Салиби, первый викарий, был избран Священным Синодом Антиохийской Православной Церкви митрополитом Антиохийской архиепископии Западной и Центральной Европы.
17 июня 2008 года Священный Синод избрал митрополитом Западной и Центральной Европы Иоанна (Язиджи) вместо почившего митрополита Гавриила Интронизации митрополита Иоанна состоялась в Париже 20 сентября 2008 года с благословения и в присутствии Патриарха Игнатия IV.
Учитывая необходимость расширить пастырскую заботу на более дальние части Европы, как например скандинавские страны, Священный Синода в августе 2010 года постановил изменить название епархии на «Антиохийская Православная Архиепископия Европы».
На 2012 год насчитывала 44 прихода, в которых несли служение 41 священник.
В октябре 2013 года решением Священного Синода Антиохийской Православной Церкви епархия была разделена на три самостоятельных епархии: епархию Франции, Западной и Южной Европы, епархию Германии и Центральной Европы и епархию Великобритании и Ирландии.

## Монастыри
- Православная монашеская община во имя Воскресения Христова (женский; коммуна Виллардоннель, Од, Франция)

## Епископы
- 2 октября 2000 — 19 октября 2007 — Гавриил (Салиби)
- 17 июня 2008 — 10 февраля 2013 — Иоанн (Язиджи)  с 17 декабря 2012 — в/у, патр. Антиохийский
- с 10 февраля 2013 — Игнатий (Аль-Хуши)  до 15 октября 2013 — в/у, еп. Ларисский